# Joan Collette
Johan Nicolaas Coenraad (Joan) Collette (Delft, 16 mei 1889 – Nijmegen, 26 april 1958), was een Nederlands kunstenaar, hij was graficus, grafisch ontwerper, illustrator, monumentaal kunstenaar, kunstschilder, glasschilder, wandschilder, tekenaar, vervaardiger van mozaïek en boekbandontwerper.

## Leven en werk
Collette was een zoon van eerste luitenant Conrad Johan Martina Collette en Christina Everdina Henket. Hij werd van 1909 tot 1912 opgeleid in Amsterdam aan de Rijksnormaalschool voor Teekenonderwijzers en de Rijksschool voor Kunstnijverheid en volgde de tekenlessen van de Rijksakademie van beeldende kunsten. Hij was een leerling van Willem van Konijnenburg en kreeg privéles (1909-1915) van Jan Toorop. In 1915 vestigde hij zich in Blaricum. Vanaf 1922 was Collette verbonden aan het aan het atelier Cuypers & Co. in Roermond, in 1924 kreeg hij er de leiding over het schildersatelier. Begin 1927 nam hij ontslag en vestigde zich als zelfstandig kunstenaar in Nijmegen.

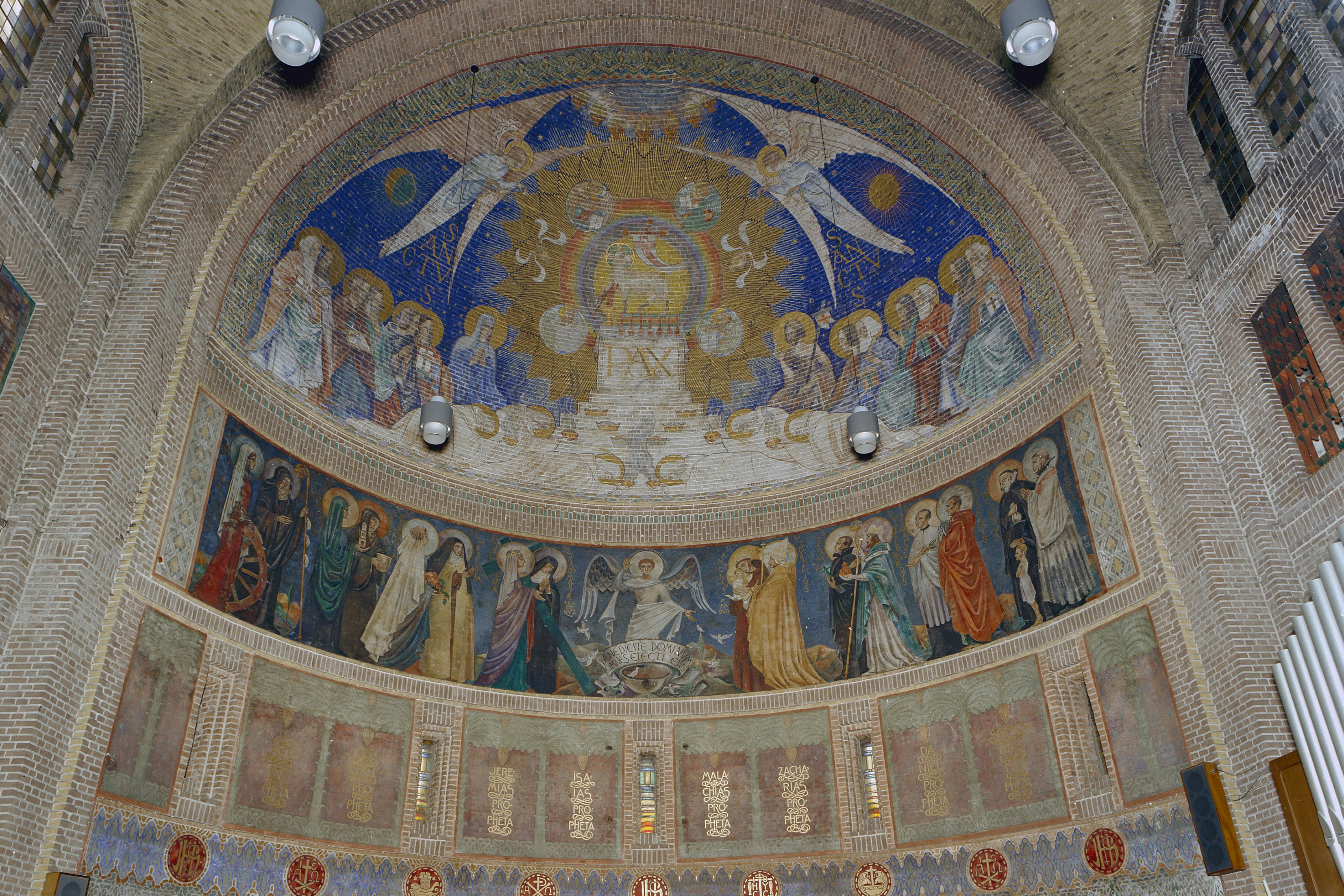
Het Lam Gods (1922), priesterkoor in Dongen

Hij specialiseerde zich in landschappen, portretten, tekeningen en stadsgezichten, tot de jaren twintig was hij vooral plein-airschilder. Daarna was hij meer actief als monumentaal kunstenaar; hij maakte glas-in-loodramen, mozaïeken en muurschilderingen. Collette voerde zijn ramen overigens niet zelf uit, maar liet dat doen bij de ateliers van onder anderen Lou Asperslagh en A.N. de Lint. In zijn werk is de invloed van Toorop zichtbaar, hij liet zich ook inspireren door vroeg-christelijke en Byzantijnse kunst en gaf lezingen over dit onderwerp. Zijn eerste monumentale opdracht was de beschildering van het priesterkoor (1922) van de door Joseph Cuypers gebouwde Sint-Laurentiuskerk in Dongen.
Hij gaf les in decoratieve schilderkunst en mozaïek aan de architectenopleiding van de Katholieke Leergangen te Tilburg. Leerlingen van hem waren Marinus Bouwman, Ton van Es, Marinus Schans en Maudy van der Verheijen. Collette vervulde diverse bestuurlijke functies, hij was onder meer bestuurslid (1934-1948) van het St. Bernulphusgilde, voorzitter van het hoofdbestuur van de Algemene Katholieke Kunstenaarsvereniging en gemeenteraadslid (1939-1941) in Nijmegen.
Hij was getrouwd met Petronella Henrica Maria Antonia Coebergh. Zoon Joannes Collette werd bekend blokfluitbespeler. Collette overleed op 68-jarige leeftijd.

## Werken (selectie)
- 1922-1923 beschildering van het priesterkoor van de Sint-Laurentiuskerk, Dongen
- ca. 1924 beschildering van de Sint-Antonius Abtkerk, Terheijden
- 1925 beschildering van de Onze-Lieve-Vrouw-Onbevlekt-Ontvangenkerk in Terwinselen
- 1925 beschildering van het transept van de Sint-Nicolaaskerk in Meijel
- 1925, 1930 glas in lood en schilderingen voor de Kerk van de Heilige Maagd Maria-Tenhemelopneming in Bergen op Zoom
- 1927, 1935-1948 glas in lood en mozaïeken voor de Sint-Stephanuskerk in Nijmegen
- 1928-1930 glas in lood voor de kapel van De Beyart in Maastricht
- 1928, 1931 glas in lood voor de Heilig Hart van Jezuskerk in Rothem
- 1929 drie ramen voor de kapel van het Sint-Elisabeth Ziekenhuis, Leiden
- 1932-1933, 1949-1957 glas in lood voor de Sint-Josephkerk in Bergen op Zoom (de kerk is in 1972 gesloopt)
- 1934, 1939 glas in lood voor de Marcellinuskerk, Broekland
- 1934 twaalf mozaïekmedaillons en schilderingen boven het hoogaltaar (1939) voor de Lovense kerk in Tilburg (in 2001 gesloopt)
- 1936 twee ramen voor het trappenhuis van de P.L. Bergansiuskazerne in Ede
- 1937 kruisweg in veertien mozaïekstaties voor de Onze-Lieve-Vrouw-ten-Hemelopnemingkerk in Assen
- 1939 kruiswegstaties voor het Canisius-Wilhelmina Ziekenhuis in Nijmegen, later overgebracht naar de Sint-Stephanuskerk
- 1942, 1949 twaalf ramen voor de raadszaal van het stadhuis van Nijmegen

- Biblioteca Nacional de España: XX6510525
- Biografisch Portaal: 26202547
- Digitale Bibliotheek voor de Nederlandse Letteren: coll061
- Gemeinsame Normdatei: 136469264
- International Standard Name Identifier: 0000 0000 5559 3975
- Library of Congress Control Number: no2007045197
- Nederlandse Thesaurus van Auteursnamen: 070528446
- RKD-Nederlands Instituut voor Kunstgeschiedenis: 17718
- Union List of Artist Names: 500559389
- Virtual International Authority File: 71167351
- WorldCat: E39PBJtMkXJDGhDByf8rgKg7pP